# Nippon BS Broadcasting
A Nippon BS Broadcasting Corporation (日本BS放送株式会社; Hepburn: Nippon Bīesu Hōsō Kabushiki Gaisha) kandai (Tokió) székhelyű független műholdas televíziótársaság, a Bic Camera leányvállalata. A vállalat televízióadójának neve BS11 (BS Eleven), illetve 2011. március 31-ig BS11 Digital. A céget 1999. augusztus 23-án alapították Nippon BS Broadcasting Kikaku (日本BS放送企画株式会社; Hepburn: Nippon Bīesu Hōsō Kikaku Kabushiki Kaisha) néven, a Nippon BS Broadcasting nevet 2007. február 28-án vette fel, míg a nagyfelbontású műsorszórást 2007. december 1-jén kezdte meg.
A BS11-ön elsősorban hírműsorokat, animéket (köztük késő esti animéket) és háromdimenziós tartalmakat sugároznak.